# Slag bij Eckmühl
De Slag bij Eckmühl werd gestreden op 21 en 22 april 1809, en resulteerde in een Franse overwinning onder maarschalk Louis Nicolas Davout en keizer Napoleon Bonaparte tegen de Oostenrijkse strijdkrachten van aartshertog Karel van Oostenrijk-Teschen. De veldslag maakte deel uit van de Vijfde Coalitieoorlog.

## Verloop van de slag

### Militaire context

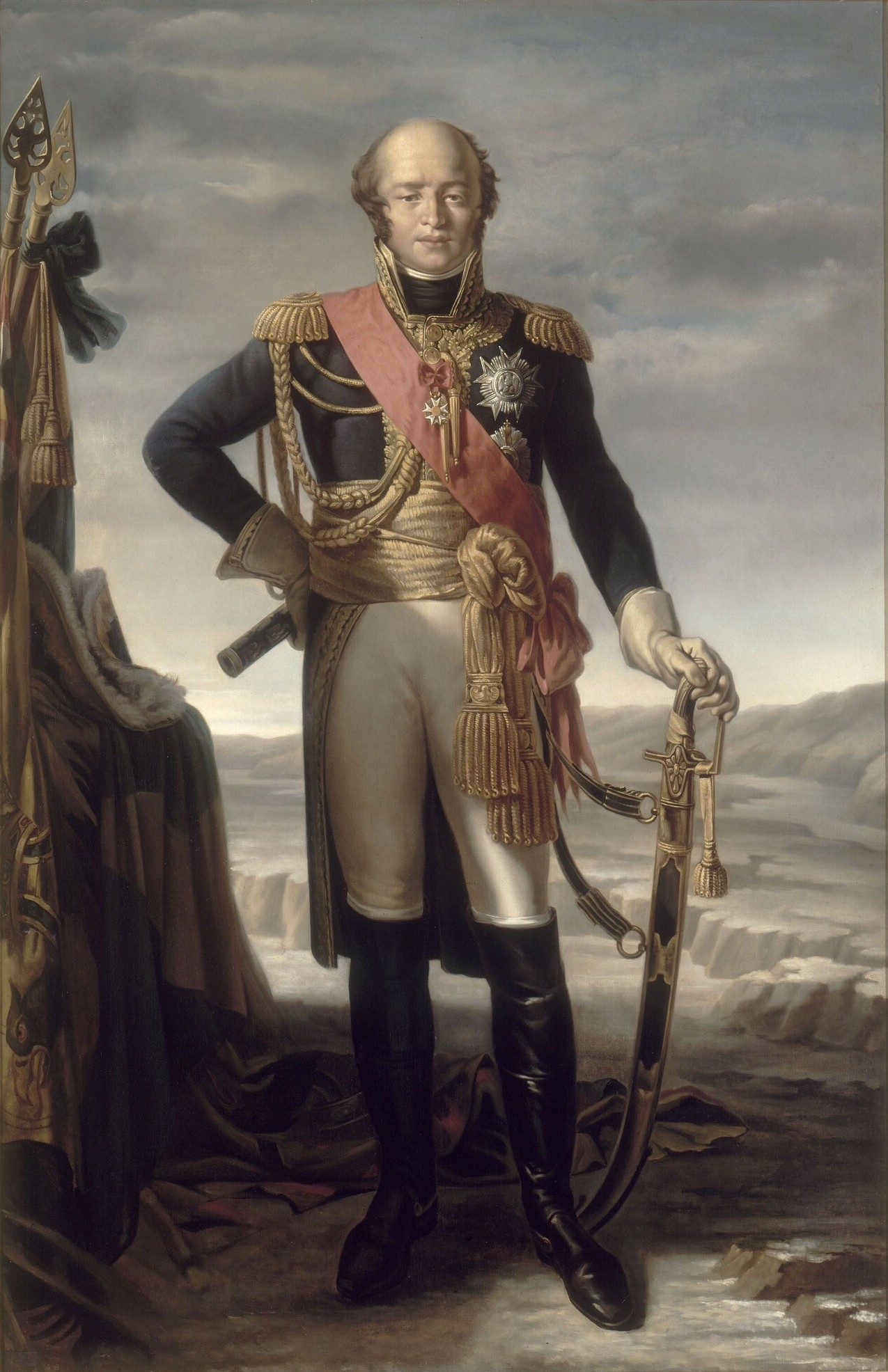
Portret van maarschalk Davout, hertog van Auerstädt en Prins van Eckmühl.

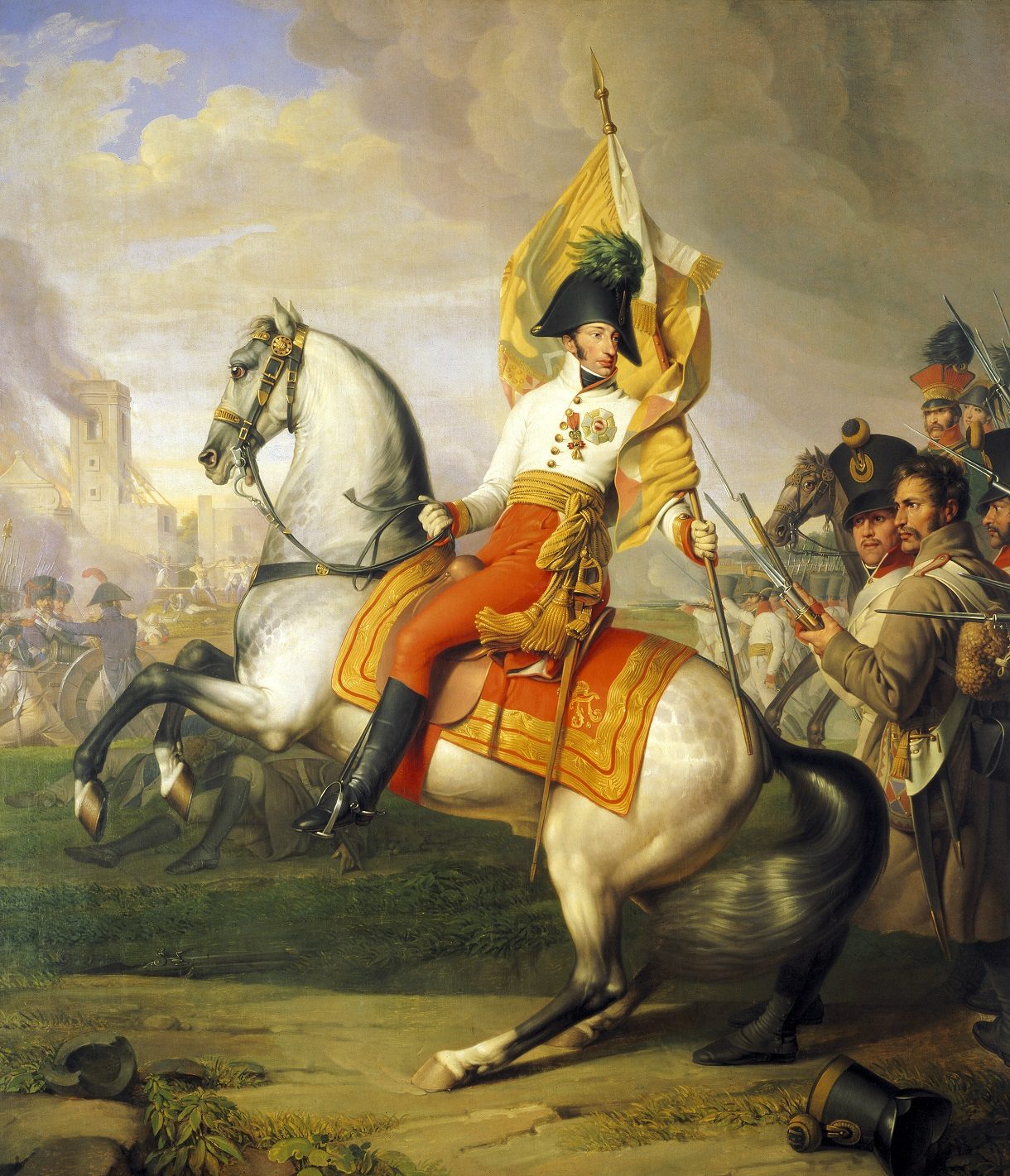
Portret van aartshertog Karel.

Op de ochtend van 21 april, de dag nadat Napoleon het Oostenrijkse leger onder aartshertog Karel terugdreef door de overwinning bij Abensberg, veronderstelde de Franse keizer dat de hele Oostenrijkse krijgsmacht naar Landshut (in oostelijke richting) bewoog. De opvatting was verkeerd, ondanks de correcte rapportering van maarschalk Davout. De hertog van Auerstädt deelde Napoleon mee dat de Oostenrijkse troepen zich voor hem ontplooiden nabij Eckmühl, in het noorden. De keizer wuifde dit echter weg als desinformatie, dat terwijl de Oostenrijkers reeds Regensburg (ook bekend als Ratisbonne) hadden veroverd.
Napoleon hield voet bij stuk en zette de achtervolging in richting Landshut om de Oostenrijkse linkerflank verder aan te pakken. In de loop van 21 april bestormde generaal Mouton aan de zijde van de grenadiers van het 17de linieregiment de Landshut brug. Daarop stuurde Napoleon maarschalk Bessières eropuit de vluchtende Oostenrijkse soldaten van generaal von Hiller met alle beschikbare lichte cavalerie te belagen langs de Isar.
Iets na middernacht op 22 april arriveerde in hoogsteigen persoon generaal Piré in Landshut, die om een audiëntie bij Napoleon vroeg. Daar legde de generaal de kritieke toestand uit van maarschalk Davout, die Oostenrijkse opmarsen en aanvallen had opgevangen met zijn Franse troepen (ongeveer 21.000 manschappen). De linkerflank van Davout werd belaagd door Oostenrijkse soldaten en cavaleristen, die de Donau wisten over te steken, onder generaals Vescey en Liechtenstein nabij Weillohe. Generaal Montbrun wist deze uithaal te stoppen. In de centrale positie van Davout, in de bossen ten zuidwesten van Obersanding, lukte het generaal Friant met zijn divisie tegenover een driemaal grotere vijandige strijdmacht stand te houden. Op de rechterflank overwonnen generaal Le Blond de Saint-Hilaire en maarschalk Lefebvre, met zijn Beierse troepen, bij Schierling.
Piré vatte samen dat ondanks de Oostenrijkse overmacht Davout zijn posities kon behouden. Assistentie van Napoleon werd echter verlangd door de maarschalk, aangezien Davout redeneerde dat aartshertog Karel nog meer manschappen zou inzetten tegen de verzwakte Franse troepen bij Eckmühl (zo’n 75.000 Oostenrijkse soldaten bevonden zich reeds in de regio). De versterking van Napoleon maakte het mogelijk om het Oostenrijkse leger vanuit het zuiden in een flankbeweging te overstelpen.
De Franse keizer zag zijn fout in en besloot zijn ondergeschikte te hulp te schieten. Maarschalk Lannes nam het voortouw met de divisies van generaals Morand, Gudin, Vandamme, Saint Sulpice en Nansouty. Maarschalk Masséna volgde met zijn divisies, die werden aangevoerd door de generaals Legrand, Carra Saint-Cyr, Claparède en d’Espagne.

### Samenstellingen van de strijdende partijen
| Franse legermacht    | Naam van de aanvoerder                  |
| -------------------- | --------------------------------------- |
| Generale staf        | Maarschalk Louis Alexandre Berthier     |
| Provisoir legerkorps | Maarschalk Jean Lannes                  |
| IIde legerkorps      | Generaal Nicolas Charles Oudinot        |
| IIIde legerkorps     | Maarschalk Louis Nicolas Davout         |
| IVde legerkorps      | Maarschalk André Masséna                |
| VIIde legerkorps     | Maarschalk François Joseph Lefebvre     |
| VIIIste legerkorps   | Generaal Dominique Joseph René Vandamme |

| Oostenrijkse legermacht | Naam van de aanvoerder                                                       |
| ----------------------- | ---------------------------------------------------------------------------- |
| Iste legerkorps         | Generaal Heinrich Johann Bellegarde                                          |
| IIde legerkorps         | Generaal Johann Kollowrat                                                    |
| IIIde legerkorps        | Veldmaarschalk-luitenant Frederik François Xavier van Hohenzollern-Hechingen |
| IVde legerkorps         | Veldmaarschalk-luitenant Franz Seraph von Rosenberg-Orsini                   |
| Vde legerkorps          | Aartshertog Lodewijk van Oostenrijk                                          |
| VIde legerkorps         | Veldmaarschalk-luitenant Johann von Hiller                                   |
| Iste reservekorps       | Generaal Johannes I Jozef van Liechtenstein                                  |
| IIde reservekorps       | Generaal Michael von Kienmayer                                               |

### De slag

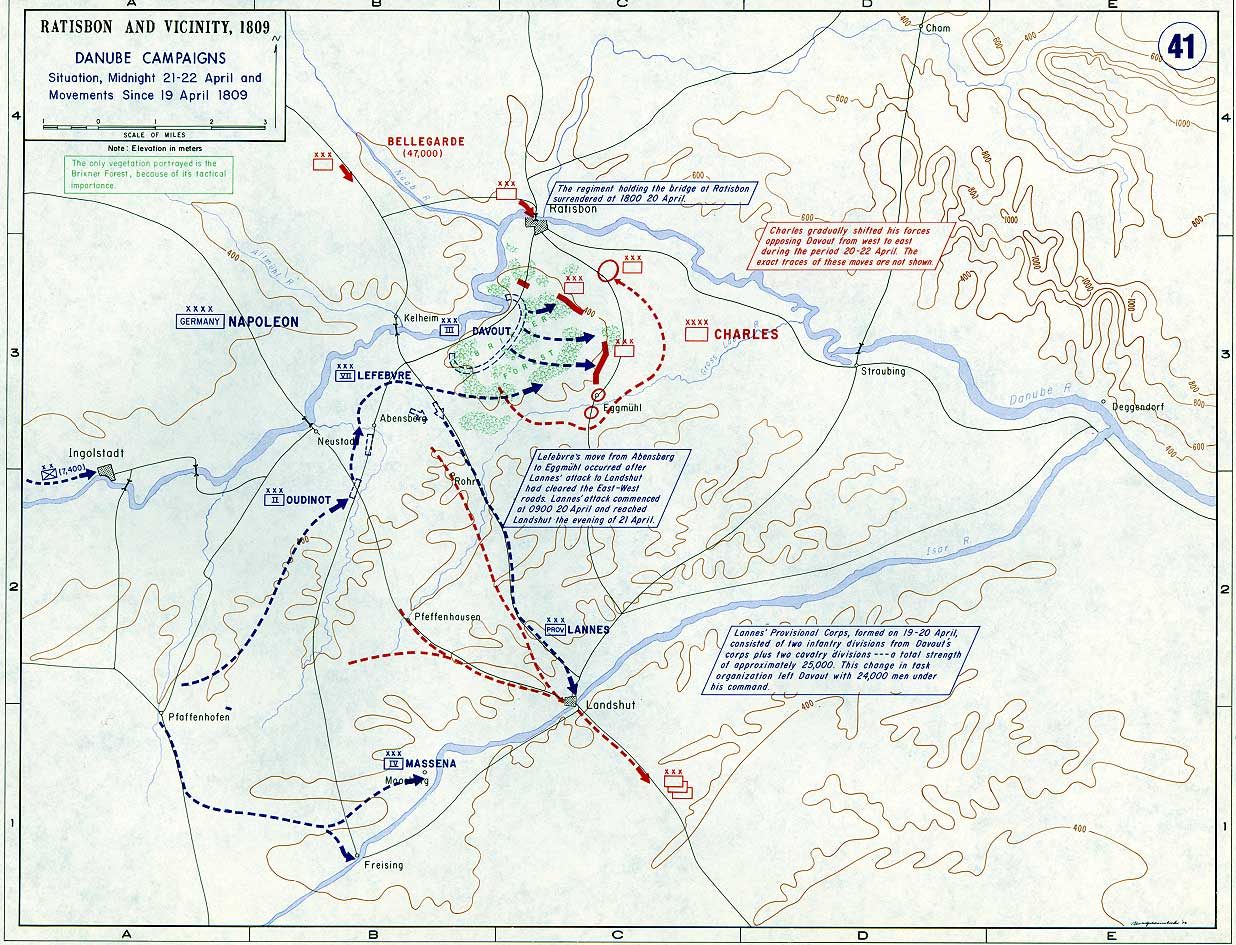
Het strijdtoneel van de slag.

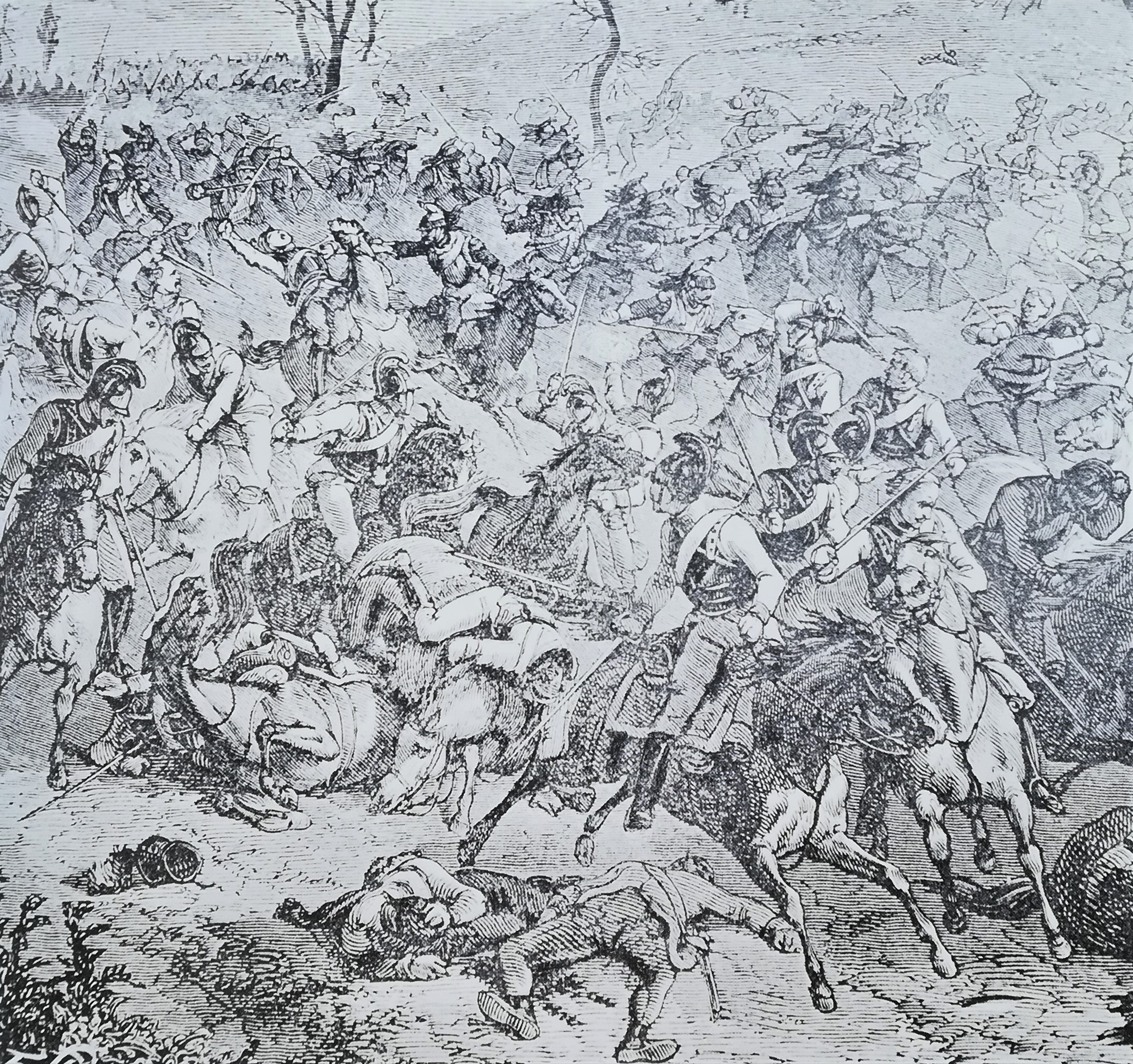
De cavaleriecharges op het einde van de slag.

In de vroege uren van 22 april besefte aartshertog Karel dat zijn Franse tegenstander geïsoleerd was. De Oostenrijkse bevelhebber besloot daarop Davouts linkerflank stevig aan te vallen met het net gearriveerde legerkorps van generaal Kollowrat. Snelheid ontbrak wel: het had deze Oostenrijkse troepenmacht 24 uur gekost om van Regensburg naar het zuiden af te zaken (amper 11 km). Generaal Liechtensteins reservekorps zou Kollowrat ondersteunen. De centrale Franse positie zou het doelwit worden van generaal Rosenberg, Eckmühl lag in het vizier van de divisie aangevoerd door Vukassovich.
Om 4 uur in de ochtend begon de slag om Eckmühl. De avant-garde van Lannes arriveerde aan de Grosse Laaber-rivier en botste er met de daar opgestelde troepen onder generaal Vukassovich. De Franse strijdkrachten van de hertog van Montebello bewogen echter op eenzelfde veldbaan, waardoor het pas mogelijk werd een aanval op volledige schaal uit te voeren om 13 uur.
Het Oostenrijkse offensief kwam traag op gang. Om 10 uur in de ochtend bewoog het legerkorps van Kollowrat voorwaarts en werd behoorlijk vertraagd door de schermutselingen van de Franse generaal Montbrun en diens cavalerie. Aarzelingen bij Liechtenstein, Vescey en Rosenberg hinderden de opmars eveneens tot uiteindelijk om 13 uur de Oostenrijkse bevelhebbers gezamenlijk Davouts linkerflank bestormden.
In het zuiden rondom Eckmühl werd echter een salvo van tien stukken geschut opgemerkt. Dat kanonvuur signaleerde de Franse aanval aldaar: generaals Vandamme, Gudin, Saint-Hilaire en Nansouty namen het voortouw. De troepen hadden een noordwaartse mars van minstens 27 km achter de rug. Napoleon zelf begaf zich op de hoogten van Lindach. De lokale postmeester van Buckhausen begeleidde de keizer hierin. Napoleon verkreeg een uitstekend zicht dat uitkeek op de vallei voorbij de Grosse Laaber en haar omliggende dorpen. De soldaten van maarschalk Masséna, hertog van Rivoli, lagen in reserve klaar. Kapitein Pelet, die zich bij de entourage van Masséna bevond, omschreef het slagveld als volgt :

Van bovenop de Lindach hoogten zagen we recht voor ons een breed strijdterrein, dat zich zachtjes schuin omhoog hellend ontplooide als een amfitheater. De heuveltoppen waren met bomen bekroond. De vallei was eerder kaal, maar was wel (door landbouw) gecultiveerd en werd gescheiden door kleine voorgebergten. (...) We konden duidelijk troepenbewegingen onderscheiden, alsook de opstelling van vijandelijke batterijen en oorlogsmaterieel. Desalniettemin viel met gemak de in wit uitgedoste (Oostenrijkse) gevechtslinie van generaal Rosenberg op, dat vorm nam op de linker helling van de Laichling vlakte en ontwikkelde zich vervolgens als een lint langs de Laaber rivier...

Een glansrol was weggelegd voor de Württembergse manschappen (voornamelijk de jägers en artillerie) van generaal Vandamme, die het kasteel van Eckmühl veroverden in de late namiddag na drie pogingen. De aanval moet aanzienlijk zijn geweest aangezien de Württembergers geen munitie meer in reserve hadden om verder te strijden. Lichte dragonders van Baden ondersteunen de aanval eveneens verdienstelijk. Generaal Gudin slaagde erin via Rogging, ten oosten van Eckmühl, de Grosse Laaber over te steken.
Maarschalken Davout en Lefevbre zagen hun kans schoon om tot een algehele aanval over te gaan. Generaal Saint-Hilaire wist met Beierse ondersteuning Ober- en Unterlaichling te bezetten. De rechterflank van Davout kon zich op deze manier verbinden met Napoleons (en Lannes) linkerflank. Aartshertog Karel zag zijn front en flank het begeven onder de Franse druk en besloot daarop zijn troepen terug te trekken. De Oostenrijkse cavalerie kreeg de opdracht de achterhoede te vormen, bij het vallen van de avond.
Grote charges braken uit met voornamelijk zwaar uitgeruste kurassiers en karabiniers rondom het dorp Alteglofsheim: 32 eskadrons Oostenrijkse ruiterij vangden de aanvallen op van meer dan 51 eskadrons Franse en Rijnconfederale cavaleristen. Generaal Marbot, een bekende getuige van de napoleontische periode, schreef hierover later in zijn memoires: 

Zij (de Oostenrijkse cavalerie) kwamen moedig op ons af om onze opmars een halt toe te roepen, terwijl de infanterie, artillerie en bagagetrein zich terugtrok richting Regensburg. Van zijn kant liet de Keizer (Napoleon) onze huzaren en chasseurs oprukken, ondersteund door de sterke brigades van Saint Sulpice en Nansouty, waarop de vijand twee gelijkaardige brigades tegen ons inzette. De lichte ruiterij van beide zijden dreven af naar de flanken om te vermijden verpletterd te worden door de stalen massa's, die snel naar elkaar toe kwamen, elkaar troffen met een schok, elkaars rangen penetreerden en een immense mêlee begonnen. Enkel een zwakke schemering en de stralen van de rijzende maan belichtte dit verschrikkelijk maar majestueus gevecht. De schreeuwen van de strijders werden overstemd door de slagen van de zware sabels op de duizenden helmen en kurassen, waarvan vonken afspatte. Zowel de Oostenrijkers als de Fransen wensten meester te blijven van het slagveld.

Enkele Oostenrijkse grenadier eenheden en lichte cavalerie probeerden de manschappen van Saint Sulpice tegen te houden, maar de doorbraak kwam er alsnog. Karel wist nipt te ontsnappen aan gevangenschap.
De nacht maakte een einde aan de slag, na haast 18 uur strijd. Napoleon en zijn stafchef Berthier maakten hun hoofdkwartier op in Alteglofsheim, samen met de maarschalken Lannes, Lefebvre en Masséna.

### Gevolgen
Volgens historicus John Gill was de Slag bij Eckmühl voor aartshertog Karel en zijn Hauptarmee een ramp. Ondanks de standvastigheid van verschillende Oostenrijkse legerkorpsen, en met name door de slagkracht van de cavaleristen en kanonbatterijen, werden ze 12 kilometer noordwaarts teruggeslagen richting de Donau met zware verliezen in manschappen en materiaal. Ook de moraal van de kaiserlicks kreeg een deuk.
Het aantal slachtoffers voor de Oostenrijkers wordt geschat op 10.700 (volgens historicus David Chandler zelfs in totaal 13.000 doden, gewonden en gevangenen): achtduizend van hen waren afkomstig van het korps onder leiding van generaal Rosenberg, 43% van zijn beschikbare soldaten. De eenheid Grenzers die het kasteel van Eckmühl had verdedigd tegen de Württembergse aanvallen was praktisch volledig vernietigd. De Fransen slaagden erin 39 kannonnen buit te maken.
Voor de Fransen en hun Duitse bondgenoten was het dodental en het aantal gewonden een pak lager: minstens drieduizend soldaten waren er te betreuren. Generaal Cervoni, de stafchef van maarschalk Lannes, verloor het leven tijdens de strijd. Hij werd door een kanonbal onthoofd. Generaal Saint-Hilaire droeg het grootste aandeel in de hoeveelheid gesneuvelden: hij verloor 1.000 tot 1.500 manschappen.
De Oostenrijkse aartshertog had de militaire context in de ochtend van 22 april verkeerd ingeschat. Het offensief werd ook te laat ingezet, waardoor maarschalk Davout nog kon rekenen op de tijdige versterkingen van Napoleon. De pogingen van de Oostenrijkers om de Franse oversteek van de Grosse Laaber tegen te houden waren te onhandig en te krampachtig, ondanks de beschikbaarheid van vele Oostenrijkse reserve-eenheden.
De Fransen hadden de strijd gewonnen maar het was geen doorslaggevende veldslag. Napoleon had gehoopt dat hij het Oostenrijkse leger tussen Davouts legerkorps en de Donau te pakken kon krijgen, maar hij wist niet dat Regensburg in Oostenrijkse handen was gevallen. Dat gegeven gaf de Oostenrijkers aldus de mogelijkheid om over de rivier te ontsnappen. Een herovering van deze vesting werd dus noodzakelijk.
De daaropvolgende campagne leidde tot de Oostenrijkse ontruiming van Zuid-Duitsland en de val van Wenen. Maarschalk Davout, die gedurende een groot deel van de strijd geïsoleerd bleef van het overgrote deel van de Franse strijdkrachten, verkreeg van zijn keizer de titel "Prins van Eckmühl" omwille zijn tactische vaardigheden. Ook generaal Saint-Hilaire werd geprezen voor zijn optreden. Napoleon zou over de reeks militaire manoeuvres van april 1809, die culmineerden in de Slag om Eckmühl, hebben opgemerkt dat ze "de mooiste waren die hij ooit heeft uitgevoerd.”